# Charles Fegdal
Charles Fegdal, de son vrai nom Charles Mascaux, né le 8 mars 1880 à Paris et mort le 19 septembre 1944 dans la même ville, est un écrivain français, historien, chroniqueur, critique d'art, romancier et nouvelliste. Il est le frère du médailleur Claude Léon Mascaux (1882-1965).

## Biographie
Il est enterré au cimetière du Père-Lachaise (91e division).

## Publications
- 1911 : Les Infatués, roman, Grasset.
- 1913 : Les vieilles enseignes de Paris, E. Figuière.
- 1913 : Gérard de Nerval, parisien de Paris, Honoré Champion.
- 1920 : Petites âmes d'amour, nouvelles et contes, éditions de la Revue contemporaine.
- 1922 : La Fleur des curiosités de Paris, éditions de la Revue contemporaine.
- 1922 : Choses et gens des Halles, Athéna.
- 1924 : Coins curieux de Paris, Delamain, Boutelleau et Cie.
- 1925 : Ateliers d’Artistes, Stock.
- 1927 : Essais critiques sur l'Art moderne, Stock/Delamain, Boutelleau et Cie.
- 1929 : Odilon Redon, Rieder.
- 1931 : Félix Vallotton, Rieder.
- 1933 : Jehan Berjonneau, Galerie Barreiro, Paris.
- 1934 : Dans notre vieux Paris. Figures disparues, promenades parisiennes, Paris d'autrefois, Stock.

## Décoration
- Chevalier de la Légion d'honneur
- Chevalier de l'ordre des Palmes académiques[2]

## Distinction
- Prix du Conseil municipal de la Société des Gens de Lettres en 1922[3]

### Sources
- Dossier de Légion d'honneur, Archives nationales, LH/1774/35.
- Procès-verbaux de la Commission du Vieux Paris, séance du 23 février 1924, 1924, p. 28.
- Éric Dussert, Une forêt cachée : 156 portraits d’écrivains oubliés, La Table ronde, 2013, p. 290.